# Muralla de Sepúlveda
La muralla de Sepúlveda fue una construcción militar ubicada en el municipio segoviano de Sepúlveda (Castilla y León).
Fue levantada a partir del siglo X, tras la repoblación del municipio, y en la actualidad se encuentra prácticamente en ruinas, a excepción de algún paño de muro, como el llamado Trascastillo o el de la zona del Postiguillo, y en origen dispuso de siete puertas o accesos.
Los restos fueron restaurados en 2005 con las subvenciones del Ministerio de Fomento de España del -1% cultural.